# Inch Clutha
Inch Clutha ist eine große, flache Insel in der Region Otago auf der Südinsel von Neuseeland.

## Namensherkunft
Der Name der Insel leitet sich aus der schottisch-gälische Sprache ab: „innis“ bedeutet „Insel“ und „Cluaidh“ ist der gälische Name des schottischen Flusses Clyde.

## Geographie
Die Insel beginnt dort, wo der Clutha River/Mata-Au endet und befindet sich im Delta zwischen dem Clutha River / Koau Branch auf der südwestlichen Seite und dem Clutha River / Matau Branch auf der nordöstlichen Seite der Insel. An der südsüdöstlichen Seite der Insel befindet sich ein und die 70 m breiter Strand zum Pazifischen Ozean. Die Stadt Balclutha liegt im Norden der flachen Insel, die über eine Länge von rund 12 km und eine maximale Breite von 4,8 km verfügt.
Auf der Insel befinden sich einige wenige Höfe und ist bewohnt.

## Nutzung
Das fruchtbare, aber von Überflutung bedrohte Land, wird intensiv landwirtschaftlich genutzt.